# Lazarevics István szerb despota
VI. Lazarevics István (szerbül: Стефан Лазаревић), (1374 – 1427. július 19.) szerb fejedelem 1389-től, despota 1405-től haláláig.
Édesapja, Lázár halála után az egykor hatalmas szerb birodalom szétmállott. I. Tvrtko bosnyák király elfoglalta a dalmát partokat (Primorje), Brankovics Vuk Pristina vidékét és I. Bajazid oszmán szultán adófizetője lett, a Balsák családja Albániát; így Lázár özvegyének, Milicának és a kiskorú Istvánnak a régi szerb cárságból csak igen kevés maradt: azt is csak a török kegyelméből bírták. Bajazid nőül vette Milica gyönyörű leányát, Milevát – ezért kegyelmezett meg hozzátartozóinak. Szerbia függetlensége azonban véget ért, mert súlyos évi adót kellett fizetnie és mint vazallus országnak részt kellett vennie a török harcokban. 1395-ben Milica már azt hitte, hogy fia maga is képes az ügyeket intézni, és visszavonult az általa Krusevác közelében alapított ljubosztinyei kolostorba, ahova számos – az első rigómezei ütközetben özvegységre jutott – előkelő szerb nő követte. Itt a trónról lemondva fia javára, mint apáca 1405. november 11.-én halt meg. István ezután egyedül uralkodott török fennhatóság alatt, de meg kellett osztoznia a megmaradt szerb területen Brankovics Vukkal, mert amíg Lazarevics a töröktől Moravát kapta, mint hűbért, addig Vuk Szitnicát.  Lazarevics István részt vett Bajezid oldalán az 1402-es ankarai csatában, amelyben az oszmán hadsereg vereséget szenvedett  és a szultán maga is Timur Lenk fogságába esett. Ezután kiszabadult a török függésből, a bizánci császártól megkapta a tekintélyes "despota" titulust, majd Luxemburgi Zsigmond magyar király vazallusa lett. Részt vett később Zsigmond husziták elleni hadjárataiban is. Zsigmond felvette a Sárkányrendbe. Lazareviocs István tőle kapta Belgrád városát, amely ekkor vált először Szerbia fővárosává. Ezután egyesítette Szerbiát. 1421-ben és 1422-ben sikeres harcokat vívott Albániában és Velence is néhány primorjei várat kénytelen volt átengedni és évi 1000 arany adót fizetni. 1425-ben Szrebernicán országgyűlést hirdetett, és gyermekei nem lévén, rokonát Brankovics Györgyöt, Vuk fiát jelölte meg a szerb trón törvényes örököséül. 1426-ban Budán járt és  Zsigmonddal szerződést kötött, amelyben jelentős magyarországi birtokokért cserébe halála esetére több dunai vár (Nándorfehérvár és Galambóc) átadását ígérte Zsigmondnak. A következő évben, 1427. július 30.-án halt meg. Nemes lelkű, művelt és vallásos férfiú volt, igazi lovagjellem; számos templomot építtetett és mint író is kiváló érdemeket szerzett (pl."A szeretet szava" c. költeménye és a rigómezei csata helyén felállított emlékoszlopra vésett felirata).